# Maxime Matsima
Maxime Matsima, né à Brazzaville au Congo le 18 novembre 1940 et mort le 19 janvier 2003, était un footballeur, entraîneur et directeur de l'éducation physique de nationalité congolaise.

## Biographie
Gardien de la sélection des Diables rouges, il participe à quatre éditions de la CAN : en 1968 (1er tour), en 1972 (vainqueur), en 1974 (quatrième) et en 1978 (1er tour). Il remporte aussi avec la sélection congolaise la première Coupe des Tropiques en 1962. 
En club, il joue pour l'équipe des Diables noirs de Brazzaville. Il est décoré à titre posthume du titre de « chevalier du Mérite congolais », le 28 janvier 2003.